# 真馬口魚
真馬口魚（学名：Opsariichthys uncirostris），又稱真馬口鱲，為輻鰭魚綱鯉形目鲴科馬口魚属的其中一種。分布於亞洲俄羅斯西伯利亞、朝鮮半島、日本、中國淡水流域。

## 特徵
本魚體延長而側扁，口中位，下頷較上頷長，嘴巴向上大開，雙唇左右前彎呈“他”字形，尾鰭為三角形。體色背部呈藍色，體側至腹部呈銀白色，體長可達32.5公分，主要棲息在底中層水域，生活習性不明。

## 分類
本種部分分類上有下面亞種：黑龍江馬口魚(O. u. amurensis Berg, 1932)、真馬口魚，模式種(O. u. uncirostris Temminck et Schlegel, 1846)

## 生態及利用
本魚棲息在水質清澈、礫石底質的溪流底中層水域，屬肉食性，以水生昆蟲、其他魚類等為食，繁殖季節是從六月到七月，許多雄性和雌性聚集在湖泊和河流的淺水區，並在礫石中產卵。肉呈白色，在日本以鹽烤、天婦羅、油炸、醃製南蠻、車切食用。在人口眾多的琵琶湖周邊的鮮魚店也有出售。在中國，它經常用油炸或烤。因其警覺性強、動作敏捷、牽引力強而成為分佈區的誘餌捕撈對象。日本琵琶湖在1955年左右的年捕撈量約為 200 噸，此後不斷減少和增加，1990 年代初期的捕撈量超過400噸，但2010年左右為35噸，2016 年下降至16噸。另本魚緊張時，常常被聲光驚動，衝入玻璃表面，撞到頭部，或從水箱中跳下跳出，導致死亡，又對溶氧、水溫變化敏感性高，故不易飼養。

## 扩展阅读
維基物種上的相關：真馬口魚